# Polska Agencja Prasowa
La Polska Agencja Prasowa, generalmente indicata con l'acronimo Pap, è l'agenzia di stampa nazionale polacca.
Fu fondata nel 1944 dai comunisti polacchi come alternativa alla già esistente Polską Agencję Telegraficzną (Pat), l'agenzia rimasta sotto il controllo del governo polacco in esilio. Istituzione governativa in epoca comunista, dopo la caduta del regime è stata riformata, anche includendo in essa la Pat. Tra i suoi collaboratori più noti, il giornalista Ryszard Kapuściński.